# Вест-Вайтленд Тауншип (округ Честер, Пенсільванія)
Вест-Вайтленд Тауншип (англ. West Whiteland Township) — селище (англ. township) в США, в окрузі Честер штату Пенсільванія. Населення — 19 632 особи (2020).

## Демографія
Згідно з переписом 2010 року, у селищі мешкали 18 274 особи в 7239 домогосподарствах у складі 4833 родин. Було 7559 помешкань
Расовий склад населення:
| - 80,5 % — білих - 11,4 % — азіатів - 5,1 % — чорних або афроамериканців - 0,2 % — корінних американців |

До двох чи більше рас належало 2,0 %. Частка іспаномовних становила 3,0 % від усіх жителів.
За віковим діапазоном населення розподілялося таким чином: 24,9 % — особи молодші 18 років, 64,2 % — особи у віці 18—64 років, 10,9 % — особи у віці 65 років та старші. Медіана віку мешканця становила 38,1 року. На 100 осіб жіночої статі у селищі припадало 96,9 чоловіків;  на 100 жінок у віці від 18 років та старших — 92,8 чоловіків також старших 18 років.
Середній дохід на одне домашнє господарство  становив 109 467 доларів США (медіана — 92 970), а середній дохід на одну сім'ю — 123 312 долари (медіана — 104 005). Медіана доходів становила 79 148 доларів для чоловіків та 55 752 долари для жінок. За межею бідності перебувало 3,5 % осіб, у тому числі 3,4 % дітей у віці до 18 років та 4,0 % осіб у віці 65 років та старших.
Цивільне працевлаштоване населення становило 10 176 осіб. Основні галузі зайнятості: освіта, охорона здоров'я та соціальна допомога — 21,7 %, науковці, спеціалісти, менеджери — 17,6 %, виробництво — 12,6 %, фінанси, страхування та нерухомість — 11,0 %.